# Paul Verhoeven (Regisseur, 1938)

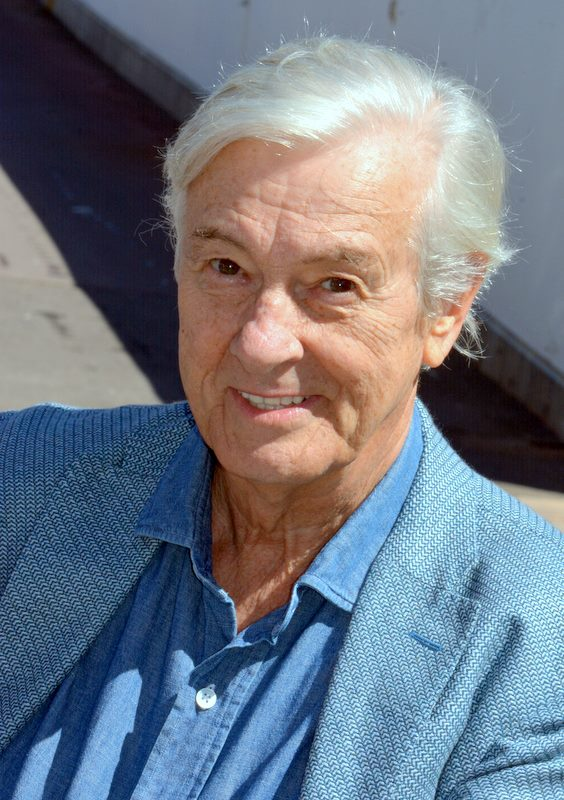
Paul Verhoeven (2016)

Paul Verhoeven [ˈpʌu̯l vərˈɦuvə(n)] (* 18. Juli 1938 in Amsterdam) ist ein niederländischer Filmregisseur und Drehbuchautor.

## Leben

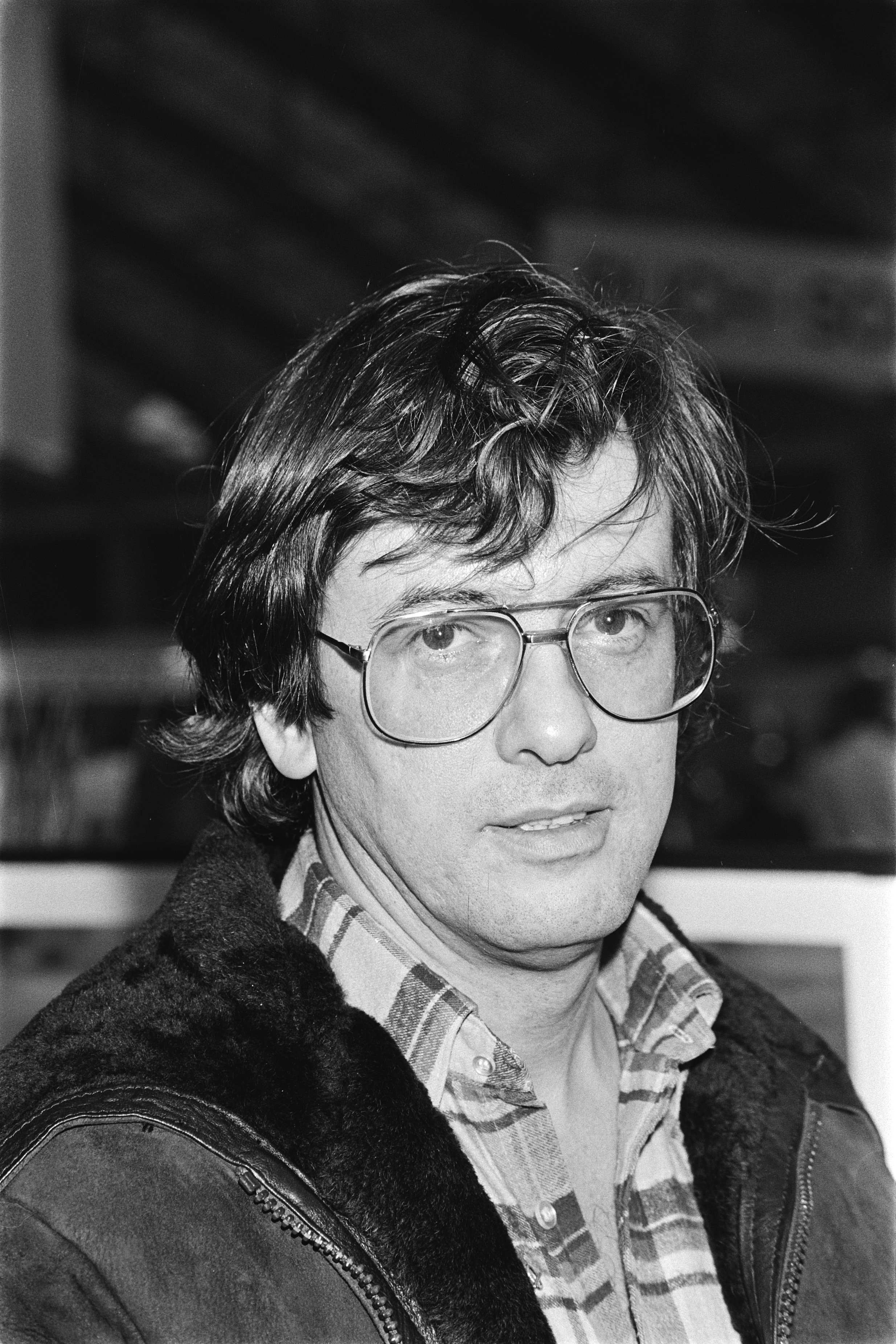
Verhoeven 1980

Zwischen 1960 und 1963 drehte Verhoeven vier Kurzfilme. Er studierte an der Universität Leiden und graduierte 1964 in Mathematik und Physik. Während seiner Militärzeit konnte er in der Königlich Niederländischen Marine (Filmdienst der Marineinfanterie) erste Erfahrungen mit Massen- und Schlachtenszenen sammeln.
1968 war die Fernsehserie Floris von Rosemund der Anfang seiner erfolgreichen Zusammenarbeit mit Rutger Hauer, die 1985 in unversöhnlichem Streit endete. 1970 begann seine langjährige Zusammenarbeit mit Kameramann Jan de Bont. 1985 zog Verhoeven – enttäuscht von der kritischen Haltung der Öffentlichkeit und der Filmförderung in seiner Heimat – nach Hollywood. Im Dokumentarfilm Paul Verhoeven – Meister der Provokation aus dem Jahr 2016 erklärt Verhoeven: „Ich konnte nicht amerikanisches Format erreichen, wenn ich gemütlich in der holländischen Provinz hocken blieb. Der Chef von Orion sagte mir‚ Paul, du musst herkommen und hier Filme drehen, dann funktioniert das auch. Die durch und durch amerikanische Umgebung wird dich vor deinen schlechten europäischen Angewohnheiten abschirmen […] Ich hatte Angst, im Grunde fand ich es schrecklich, aber schließlich hab ich den Schritt doch gewagt.“
Anschließend drehte er unter anderem die Filme RoboCop (1987), Die totale Erinnerung – Total Recall (1990), Basic Instinct (1992), Showgirls (1995), Starship Troopers (1997) und Hollow Man – Unsichtbare Gefahr (2000). In den Hauptrollen waren teilweise große Stars wie Arnold Schwarzenegger, Michael Douglas und Kevin Bacon zu sehen. Basic Instinct wurde einer der erfolgreichsten Filme des Jahres 1992. Bis auf Hollow Man – Unsichtbare Gefahr entwickelten sich alle genannten Titel im Laufe der Zeit zu Klassikern, mitunter gar zu Kultfilmen. Starship Troopers und Showgirls waren dabei zunächst an den Kinokassen hinter den Erwartungen zurückgeblieben.
1996 wurde Verhoeven für seinen Film Showgirls allerdings mit der Goldenen Himbeere als schlechtester Regisseur ausgezeichnet. Er holte diesen Schmähpreis persönlich ab, hielt eine Rede, in der er sagte: „Meine Filme werden hier kritisiert, weil sie als dekadent, pervers und schmierig gelten. Das bedeutet sicher, dass ich Teil dieser großartigen amerikanischen Gesellschaft bin. Danke!“
Seit Mitte der 1970er Jahre hat Verhoeven mehrmals mit dem deutschen Kameramann Jost Vacano zusammengearbeitet, den er in Hollywood wiedertraf und mit dem er RoboCop drehte. Ursprünglich wollte Verhoeven abwechselnd mit den beiden Kameramännern arbeiten. Dazu kam es allerdings nur einmal, weil de Bont ins Regiefach wechselte. Vacano drehte noch vier weitere Filme mit Verhoeven, bis er sich zur Ruhe setzte.
2005 kehrte Verhoeven nach Europa zurück, um im Studio Babelsberg den Zweiter-Weltkrieg-Thriller Black Book mit Carice van Houten und Sebastian Koch zu drehen. Er begründete die Rückkehr und rein europäische Finanzierung der 17-Millionen-Euro-Produktion unter anderem damit, dass er sich so die größtmögliche Entscheidungsfreiheit bewahre.
Sein erster französischsprachiger Spielfilm Elle, ein Thriller mit Isabelle Huppert in der Hauptrolle, kam am 25. Mai 2016 in die französischen Kinos. Für diesen erhielt er seine zweite Einladung in den Wettbewerb der 66. Internationalen Filmfestspiele von Cannes.
Im Februar 2017 leitete Verhoeven als erster niederländischer Jury-Präsident die Wettbewerbsjury der 67. Internationalen Filmfestspiele Berlin. Als nächstes Filmprojekt wurde mit Benedetta eine Filmbiografie über die lesbische Nonne Benedetta Carlini (1591–1661) angekündigt. Virginie Efira übernahm die Hauptrolle. Das Historiendrama wurde am 9. August 2021 beim aufgrund der COVID-19-Pandemie verschobenen 74. Filmfestival von Cannes uraufgeführt.
Paul Verhoeven ist seit dem 7. April 1967 mit Martine Tours verheiratet und hat zwei Kinder.

## Stil
Weil viele von Verhoevens Filmen Gewalt und Sexualität thematisieren, sind sie Gegenstand heftiger Auseinandersetzungen unter Filmkritikern und in der Öffentlichkeit. Gewalt wird in Verhoevens Filmen in einer stark überzogenen (RoboCop, Total Recall, Starship Troopers) oder in einer extrem „realistischen“ Weise (Flesh and Blood) dargestellt. Einige seiner Filme lassen sich damit auch als eine Art von Karikatur auf herkömmliche Arten der Gewaltdarstellung verstehen.
Sexualität in Verhoevens Filmen wird von Kritikern oft in die Nähe von Pornographie und Obszönität gerückt. Auch lösten seine Filme bei den unterschiedlichsten gesellschaftlichen Gruppen (Frauenverbände, Homosexuelle) heftigste Proteste aus (Türkische Früchte, Spetters, Basic Instinct). Im Dokumentarfilm Paul Verhoeven – Meister der Provokation von 2016 schildert Verhoeven: „Solche Szenen werden eigentlich immer ausgespart, sowohl im Film als auch in der Literatur. Oder es wird irgendwie verharmlosend dargestellt. Keiner zeigt, wie es wirklich ist. So ist es doch in Wahrheit, da legen sich Menschen aufeinander und das Ding wird reingeschoben […] Ich zeige nur, wie es in Wahrheit ist.“

## Filmografie
Regisseur
- 1969: Floris (Fernsehserie)
- 1970: De Worstelaar
- 1971: Was sehe ich …! Was sehe ich …! (Wat zien ik)
- 1973: Türkische Früchte (Turks fruit)
- 1975: Das Mädchen Keetje Tippel (Keetje Tippel)
- 1977: Der Soldat von Oranien (Soldaat van Oranje)
- 1979: Voorbij, voorbij
- 1980: Spetters – knallhart und romantisch (Spetters)
- 1983: Der vierte Mann (De vierde man)
- 1985: Flesh and Blood
- 1987: RoboCop
- 1990: Die totale Erinnerung – Total Recall (Total Recall)
- 1992: Basic Instinct
- 1995: Showgirls
- 1997: Starship Troopers
- 2000: Hollow Man – Unsichtbare Gefahr (Hollow Man)
- 2006: Black Book (Zwartboek)
- 2011–2012: The Entertainment Experience (Fernsehfilm)
- 2012: Tricked (Steekspel)
- 2016: Elle
- 2021: Benedetta

Drehbuchautor
- 1977: Der Soldat von Oranien (Soldaat van Oranje)
- 1985: Flesh and Blood
- 2006: Black Book (Zwartboek)
- 2012: Tricked (Steekspel)
- 2013: Lotgenoten
- 2021: Benedetta

Ausführender Produzent
- 1999: Starship Troopers (Fernsehserie)

## Schriften
- Zwartboek. Naar de film van Paul Verhoeven. Podium 2006.
- Jesus – Die Geschichte eines Menschen. München: Pendo 2009. ISBN 978-3-86612-225-3.

## Auszeichnungen
- 1983: Kritikerpreis des Toronto International Film Festivals für De vierde man
- 1985: Hauptpreis des Nederlands Film Festival für Flesh+Blood
- 1988: Saturn Award (Bester Regisseur) für RoboCop
- 1995: Goldene Himbeere als schlechtester Regisseur für Showgirls[13]
- 1999: Auszeichnung für den besten niederländischen Film des Jahrhunderts auf dem Nederlands Film Festival, für Turks fruit
- 2000: Publikumspreis des Locarno International Film Festival für Hollow Man
- 2002: DIVA-Award
- 2002: Lifetime Achievement Award des Amsterdam Fantastic Film Festivals
- 2006: Hauptpreis des Nederlands Film Festival für Zwartboek
- 2017: Prix Lumières, Bester Film, beste Regie, für Elle
- 2017: Golden Globe Award 2017, Bester fremdsprachiger Film, für Elle
- 2017: César, bester Film, für Elle